# ミセカイ
ミセカイは、日本を拠点に活動する男女混声2人組音楽ユニット。2022年結成。現在レーベル未所属。
“ビジュアルからインスパイアされた曲を作る”をコンセプトとしている。
2022年9月にリリースされた1stSingle「アオイハル」のMVは、2024年12月までにYouTubeで345万回以上再生された。

## メンバー

### アマアラシ
- ミセカイでは男声パート・作詞・作曲 編曲・ミキシング マスタリング[3][4]を担当。
- 本業はピアノ調律師[4]。バンド「雨と嵐と。」ではギターボーカル、作詞作編曲を担当。その他、レコーディング・エンジニアとして、様々なアーティストの音源制作、編曲、ミキシング、マスタリングなどを手がける。障害児施設にてボランティアとして調律を行う[5]。
- 誕生日：10月27日
- 2019年4月26日、アマアラシ名義での活動を開始[6]。
- 葉加瀬太郎、大橋トリオ、ハラミちゃん等の調律を担当。2020年1月5日に調律を担当したピアノが、紅白で野田洋次郎が弾いていたピアノだったことを喜ぶツイートをしている[7]。
- 泣き虫☔︎とのコラボは、アマアラシ自身が弾き語り活動を始める前から知っていた唯一のSNS発信シンガーソングライターが泣き虫☔︎だったことから[6]。
- 楽曲を制作するにあたって未経験であるバイオリンを練習することから始めるなど、かなりの完璧主義[6]。
- 千鎖について、「歌う事が異常に好き+声が最高に良いというワンピースでいう黒ひげみたいな能力者」と評価している[6]。
- 2024年3月18日に酸欠少女さユりとの結婚を発表（同年9月20日死別）。妻さユりとの結婚は、さユり側からのプロポーズ[8]。TORQUATAのリングやイヤーカフを愛用しており、結婚指輪もTORQUATAでオーダーメイドしたもので、花潜(ハナムグリ)という昆虫がいるデザイン[9]。
- 好きな食べ物はメロン。[10]
- 愛犬家。
- 編曲、レコーディング・エンジニアとして携わったアーティストは、『ユイカ』、あれくん、アカラカイ、リリィさよなら。、PARED、堂村璃羽、朝4時、フジタカコ、海羽、蜜 (バンド)、泡く、脆く。など。
- ソロでもライブ活動を行う。共演者に川谷絵音、オーイシマサヨシ、川崎鷹也、呂布カルマ、大柴広己など。フェスの出演経験を持つ[11][12][13][14]。
- ミセカイとして出演した2024年6月2日「芽吹く」ではベース・エレキ・アコギで泡く、脆く。のサポートを担当。
- ライブやレコーディングなど歌う日には20Kmのランニングと半身浴をするのがルーティン[15]。
- 運動神経が良く、未経験だったフットサルでは元Jリーガーに褒められた[16]。
- 2024年11月24日　9th Single「Dawn Diver」は納品日が同年9月20日であり、後に「こんなドラマみたいな話があるか」と発信している[17]。
- 現在楽曲を制作するときはLogic Pro[18]を用いている。
- 2024年12月15日に　ヨルシカ　LIVE TOUR 2024「前世」をゲスト招待される[19]。

### 千鎖
- 女声パート
- YouTube等で弾き語りカバー動画を投稿[4]。
- 古川本舗、澤田空海理、コバソロの楽曲にゲストボーカルとして参加[4]。
- 誕生日：6月15日
- 「催涙夜」の歌詞には千鎖直筆の文字が使用されている。
- 2024年10月ににじさんじの戌亥とこと渡会雲雀に 「Ever」のカバーを、同じく12月に、にじさんじ歌謡祭2024day3にてナ セラ（韓国）、ライ ガリレイ（インドネシア）に歌唱された時は誰よりも喜んでいた。

### その他関係者
- 藍瀬まなみ - ミュージックビデオ制作を担当
- 泣き虫☔︎ - 「コインロッカーベイビー feat.泣き虫☔︎」にてゲストボーカルとして参加。

Live Support
- 「Live Artrium」 - 泣き虫☔︎（Guest vocal）、永井風思（Guitar）、rirox（Keyboard）、マツモトタクロウ（Bass）、マサック/Masack（Drum）、YosukeMinowa（Manipulator）、Iwata koichirou（photo）

## 来歴

### 2022年
- 7月22日 ユニット結成[20][4]。
- 9月21日　1st Single「アオイハル」デジタルリリース
- 11月23日　2nd Single「104Hz」デジタルリリース

### 2023年
- 1月25日　3rd Single「Ever」デジタルリリース[4]
- 3月22日　4th Single「カラフル」デジタルリリース[21]
- 5月24日　5th Single「C.A.E.」デジタルリリース[22]
- 7月7日　催涙夜がレコーディングされた[23][24][25]。
- 7月19日　6th Single「藍を見つけて」デジタルリリース[26]
- 9月20日　7th Single「浮きこぼれ」デジタルリリース[27]
- 12月6日　8th Single「催涙夜」デジタルリリース[3]

### 2024年
- 2月7日　1st Album「Artrium」リリース
- 3月9日　1st Album「Artrium」リリース記念オンライン「個別トーク会」
- 3月18日　アマアラシがさユりとの結婚を発表[28][29]
- 4月20日　-Misekai- 1st One Man Live「Live Artrium」at 池袋 harevtai[30]
- 6月2日　泡く、脆く。初主催 2 MAN LIVE「芽吹く」Spotify O-nest Acoustic編成出演
- 8月30日  9th Single「泡沫少女」デジタルリリース
- 9月4日　「アオイハル」を挿入歌として使用、収録された連続ドラマ「アオハライド」 コンプリート Blu-ray BOXが発売
- 9月20日　アマアラシの妻であったさユりが急死、死別。
- 11月23日　10th Single「Dawn Diver」デジタルリリース、翌24日  MV公開

### 2025年
- 2月23日　ミセカイ 2nd One Man Live「 深世界 」- Soleil et Lune - 昼・夜 二部構成 at 新宿ReNY

## ライブ出演

### 2024年
- 4月20日　-Misekai- 1st One Man Live「Live Artrium」at 池袋 harevtai[31]
- 6月2日　泡く、脆く。初主催 2 MAN LIVE「芽吹く」Spotify O-nest Acoustic編成出演

### 2025年
- 2月23日　2nd One Man Live「 深世界 」- Soleil et Lune - 昼・夜 二部構成 at 新宿ReNY
- 4月19日   Awaku,Moroku.  OSAKA 2MAN LIVE  「素敵な雨が降るまで」at 大阪 LIVE SQUARE 2nd LINE
- Misekai Emsemble tour 「灯世界」
- 8月10日 東京/キネマ倶楽部
- 9月7日 大阪/Yogibo HOLY MOUNTAIN
- 9月19日 東京/キリスト品川教会

## ディスコグラフィ

### シングル
1. 「アオイハル」（2022年9月21日）
2. 「104Hz」（2022年11月23日）- 曲名は "世界でもっとも孤独な鯨"から着想[32]
3. 「Ever」（2023年1月25日）
4. 「カラフル」（2023年3月22日）
5. 「C.A.E.」（2023年5月24日）
6. 「藍を見つけて」（2023年7月19日）
7. 「浮きこぼれ」（2023年9月20日）
8. 「催涙夜」（2023年12月6日）：2023年7月7日レコーディング。[33]曲名は催涙雨の捩り。[34]
9. 「泡沫少女」(2024年8月30日)
10. 「Dawn Diver」(2024年11月23日)

### アルバム
- 1st「Artrium」（2024年2月7日）[3]
  - { New World
  - アオイハル
  - 104Hz
  - Ever
  - カラフル
  - C.A.E.
  - 藍を見つけて
  - 浮きこぼれ
  - 催涙夜
  - 「コインロッカーベイビー feat.泣き虫」 - 泣き虫☔︎とのコラボ曲[35]
  - スクレ
  - 「Re-plica」 - 『デザ魂』とのコラボ企画で全国の学生から募集した結果、一般中学生のイラストをモチーフとした[27][36]。
  - 唄を教えてくれたあなたへ
  - World End }

## 楽曲のインスパイア元となった作品の作者
イラスト
- まかろんK - 「アオイハル」[4]「唄を教えてくれたあなたへ」[37][38]
- chooco - 「104Hz」[4]
- mocha - 「Ever」[4]
- けーしん - 「カラフル」[21] [39]
- Neg - 「C.A.E.」[22]
- Y_Y - 「藍を見つけて」[26]
- 池上幸輝 - 「浮きこぼれ」[27]
- 亞門弍形 - 「コインロッカーベイビー feat.泣き虫」[35]
- あき - 「スクレ」
- 朱野朱音 - 「Re-plica」
- メレ - 「{ New world」「World end }」
- ゆりぼう- 「Dawn Diver」
- 熊谷のの-「泡沫少女」

写真
- tomosaki - 「催涙夜」[3]

## エッセイ
- 伝えたい想いが大きくなるほど、ありきたりな言葉に集約される。[40]
- 不自由な自由[41]
- シーソーゲーム[42]
- レプリカ -繰製-[43]
- 夏は苦手だ[44]

## ラジオ

### ゲスト出演
2023年
- F.L.A.G.（1月27日、横浜エフエム放送） - ゲスト生出演【アマアラシ】
- Grace Place（2月19日、FM802） - 生出演【千鎖】
- ラジオのアナ〜ラジアナ（2月23日、エフエムナックファイブ） - リモート生出演【アマアラシ･千鎖】
- Memories & Discoveries（3月8日、エフエム東京） - ミセカイの2人が選曲したプレイリスト&コメントがオンエア【アマアラシ･千鎖】[45]
- LNEM 〜エルネム〜（3月22日、FM802）  - インタビュー出演【千鎖】
- ミセカイ特集 on LOUNGE" via @AWA_official（3月22日）【アマアラシ･千鎖】
- RADIO ∞ INFINITY（7月20日、FM802）  - ゲスト生出演&弾き語り【千鎖】
- Wave!!!!（7月20日、兵庫エフエム放送）  - 生出演【千鎖】
- キャッチ!（7月20日、エフエム滋賀） - リモート生出演【千鎖】
- LIFT（7月20日、エフエム京都） - 生出演【千鎖】
- ラジラジ!（7月19日、エフエム大阪）【千鎖】
- ラジオのアナ〜ラジアナ（8月10日、エフエムナックファイブ） - 生出演【アマアラシ】
- FANTASY RADIO（12月16日）【アマアラシ】

2024年
- レコレール（2月8日、InterFM897） - 生出演【アマアラシ･千鎖】
- 802 Palette（2月10日、FM802） - ゲスト生出演【千鎖】
- シャカリキ（2月15日、兵庫エフエム放送） - 生出演【アマアラシ･千鎖】
- LOVE FLAP（ 2月15日、エフエム大阪） - 生出演【アマアラシ･千鎖】
- LIFT（2月15日、エフエム京都） - 生出演【アマアラシ･千鎖】
- ラジラジ!（2月21日、エフエム大阪）【アマアラシ･千鎖】
- Lock on Music!（2月5日、ラジオ大阪） - 30分間のコメント出演【アマアラシ･千鎖】
- M10+（5月5日、京都放送） - コメント出演【アマアラシ･千鎖】